# Bellamy Storer (Politiker, 1847)

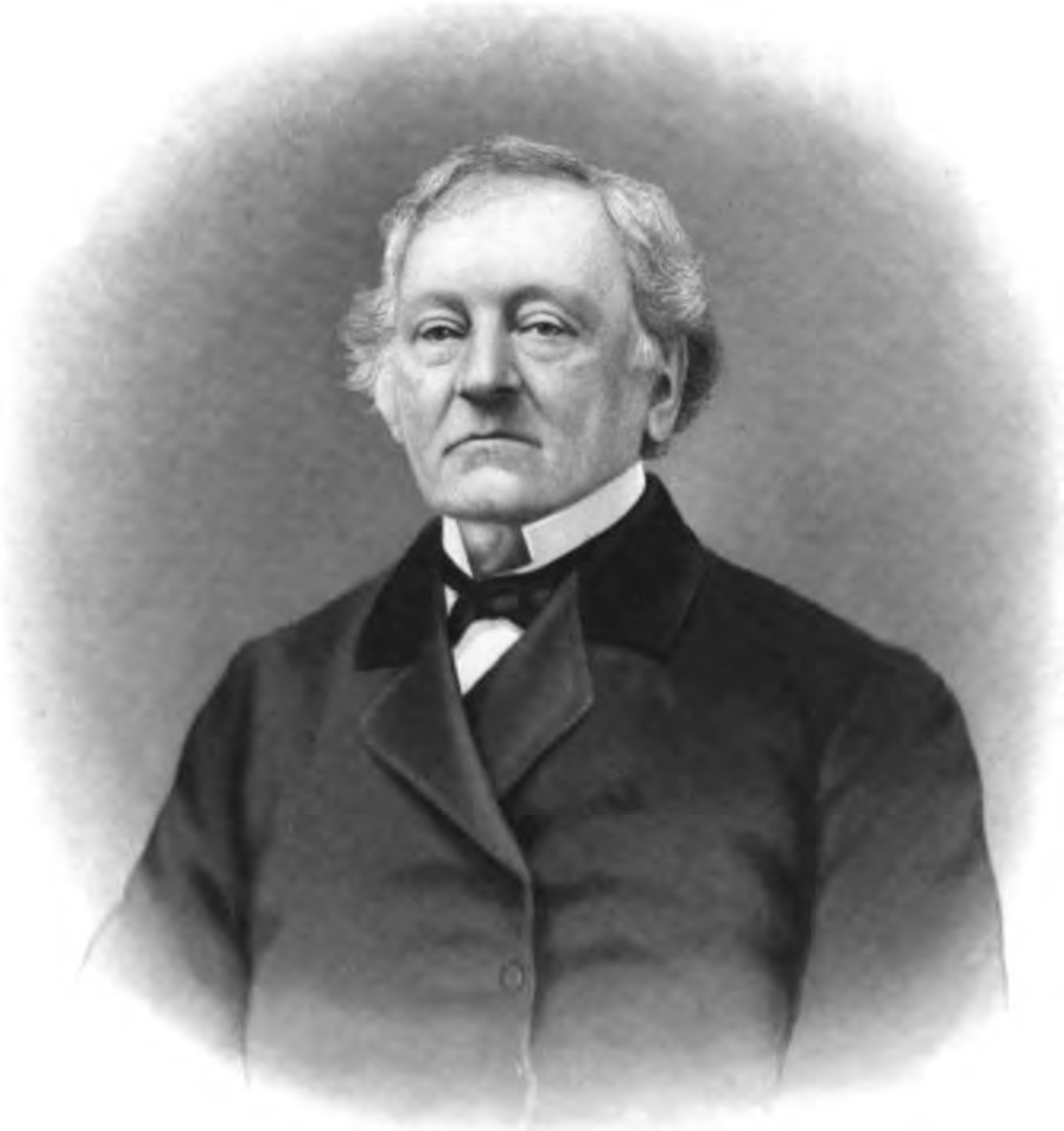
Bellamy Storer, 1898

Bellamy Storer (* 28. August 1847 in Cincinnati, Ohio; † 12. November 1922 in Paris, Frankreich) war ein US-amerikanischer Diplomat und Politiker der Republikanischen Partei. Von 1891 bis 1895 war er Mitglied des Repräsentantenhauses der Vereinigten Staaten für den 1. Kongressdistrikt des Bundesstaates Ohio.

## Biografie
Bellamy Storer wurde als Sohn seines gleichnamigen Vaters in Cincinnati geboren. Er besuchte die öffentlichen Schulen seiner Heimatstadt und die private Dixwell-Lateinschule in Boston. 1867 schloss er an der Harvard University ab, 1869 an der University of Cincinnati. Er wurde als Rechtsanwalt zugelassen und war anschließend von 1869 bis 1870 stellvertretender United States Attorney für den südlichen Bezirk von Ohio. Er war daraufhin als Rechtsanwalt in Cincinnati tätig. 1891 wurde er für den 1. Distrikt von Ohio in das US-Repräsentantenhaus gewählt. Dort vertrat er die Belange seines Bezirks bis 1895. Er ließ sich nicht zur Wiederwahl aufstellen, war jedoch wieder als Rechtsanwalt tätig. 1897 war er stellvertretender Außenminister der USA.
Vom 4. Mai 1897 bis zum 11. April 1899 war er Gesandter der Vereinigten Staaten in Belgien. In Spanien war er vom 12. April 1899 bis zum 26. September 1902 Botschafter, direkt im Anschluss daran wurde er bis März 1906 als Nachfolger von Robert Sanderson McCormick Botschafter in Österreich-Ungarn. Er kehrte wieder in seinen Beruf zurück und starb 1922 in Paris. In Marvejols wurde sein Leichnam beigesetzt.